# Campionato asiatico maschile di pallacanestro 2005
Il 23º Campionato Asiatico Maschile di Pallacanestro FIBA si è svolto dall'8 al 16 settembre 2005 a Doha in Qatar. Il torneo è stato vinto dalla nazionale della Cina.
I Campionati asiatici maschili di pallacanestro sono una manifestazione biennale tra le squadre nazionali del continente, organizzata dalla FIBA Asia.

## Squadre partecipanti
| Gruppo A                                             | Gruppo B                                   | Gruppo C                                    | Gruppo D                                 |
| ---------------------------------------------------- | ------------------------------------------ | ------------------------------------------- | ---------------------------------------- |
| - Corea del Sud - Kuwait - Malaysia - Arabia Saudita | - Cina - Iran - Taipei cinese - Uzbekistan | - Giappone - Indonesia - Qatar - Kazakistan | - Giordania - Hong Kong - India - Libano |

## Classifica finale
| Campione d'Asia | Campione d'Asia | Campione d'Asia | Campione d'Asia |
| --- | --------------- | --- | --------------- |
| Cina 4 Sun, 5 Liu, 6 Zhang Y., 7 Wang, 8 Zhu, 9 Zhang J., 10 Li, 11 Yi, 12 Mo, 13 Yao, 14 Tang, 15 Du, All. Jonas Kazlauskas |                 | |                 |
| Pos. | Squadra         | Formazione |                 |
| | Libano          | Libano4 Abdel-Nour, 5 Tawbe, 6 Mahmoud, 7 Fahed, 8 el-Turk, 9 Beshara, 10 Balaa, 11 Vogel, 12 Fakhreddine, 13 S. Khouri, 14 P. Khouri, 15 el-Khatib, All. Paul Coughter                    |                 |
| | Qatar           | Qatar4 al-Nasr, 5 Ma. Abdullah, 6 Ali, 7 Mousa, 8 Suliman, 9 Turki, 10 Musa, 11 Saeed, 12 Mo. Abdullah, 13 Ismail, 14 Zaidan, 15 Salem, All. Joseph Stiebing                               |                 |
| 4. | Corea del Sud   | Corea del Sud4 Chu, 5 Sin, 6 Jeong, 7 Kim S., 8 Bang, 9 Hyeon, 10 Mun, 11 Seo, 12 Yang, 13 Ha, 14 Kim J., 15 Lee, All. Jeon Chang-jin                                                      |                 |
| 5. | Giappone        | Giappone4 Kawamura, 5 Yamada, 6 Sakurai, 7 Igarashi, 8 Kashiwagi, 9 Nakamura, 11 Amino, 12 Kajimaya, 13 Furuta, 14 Itō, 15 Takeuchi, All. Željko Pavličević                                |                 |
| 6. | Iran            | Iran4 Tajik, 5 A. Bahrami, 6 Amini, 7 Kamrani, 8 S. Bahrami, 9 Zandi, 10 Afagh, 11 Sohrabnejad, 12 Rouzbahani, 13 Shahsavand, 14 Tabeshnia, 15 Haddadi, All. Mohammad Mehdi Izadpanah      |                 |
| 7. | Giordania       | Giordania4 al-Najjar, 5 Daghles, 6 al-Sous, 7 al-Naser, 8 Beida, 9 Abbas, 10 Abu Quras, 11 Ireifej, 12 al-Awadi, 13 al-Khas, 14 Hadrab, 15 Ma'aytah, All. Fedrick Oniga                    |                 |
| 8. | Arabia Saudita  | Arabia Saudita4 Sharahili, 5 al-Quraish, 6 Ibrahim, 7 Fallata, 8 Falatah, 9 al-Takroni, 10 al-Hwasawi, 11 Darwish, 12 Samater, 13 al-Nasser, 14 Alhaji, 15 al-Qubaiee, All. Anton Vujanić  |                 |
| 9. | Taiwan          | Taiwan4 Tseng, 5 Chen Chih-chung, 6 Lee H., 7 Yang Y., 8 Wu, 9 Yang Che-yi, 10 Tien, 11 Lee C., 12 Wang, 13 Chen Chin-nien, 14 Yang Chin-min, 15 Chou, All. -                              |                 |
| 10. | Kazakistan      | Kazakistan4 Nečaev, 5 Birjulin, 6 Lopatin, 7 Murav'ëv, 8 Marzan, 9 Špecht, 10 Jargaliev, 11 Rosnovskij, 12 Paškevič, 13 Vdovin, 14 Giljazutdinov, 15 Ponomarëv, All. -                     |                 |
| 11. | Uzbekistan      | Uzbekistan4 Martinenko, 5 Nuraliev, 6 Chabibulin, 7 Istočnikov, 8 Denisov, 9 Šatrov, 10 Abdurachmanov, 11 Šafenkov, 12 Belokurov, 13 Kozlov, 14 Kučin, 15 Safarov, All. -                  |                 |
| 12. | India           | India4 Kadam, 5 Pandey, 6 T. Singh, 7 Raj, 8 M. Anoop, 9 Kumar, 10 Krishna, 11 Y. Singh, 12 Rai, 13 Uddin, 14 Robinson, 15 J. Singh, All. -                                                |                 |
| 13. | Kuwait          | Kuwait4 Saoera, 5 al-Ajmi, 6 al-Tabakh, 7 al-Sarraf, 8 al-Rabiah, 9 al-Rashidi, 10 Mohammad, 11 al-Mutairi, 12 al-Brahim, 13 al-Robah, 14 Mohammad, 15 Mubarak, All. -                     |                 |
| 14. | Indonesia       | Indonesia4 Rakasw, 5 Poediakesuma, 6 Achamd, 7 Hantono, 8 Chandra, 9 Prihantono, 10 Wuysang, 11 Tiara, 12 Suharsono, 13 Sudiandnyana, 14 Situmorang, 15 Gunawan, All. Rastafari Horongbala |                 |
| 15. | Hong Kong       | Hong Kong5 Lo, 6 Leun, 7 Yung, 8 Leong, 9 Li, 10 Cheng, 12 Poon, 13 Law, 14 Szeto, 15 Wong, All. -                                                                                         |                 |
| 16. | Malaysia        | Malaysia4 Soo, 5 Mohd Yusoff, 6 Tan, 7 Ooi, 8 Chai, 9 Kuppusamy, 10 Chin, 11 Wee, 12 Won, 13 Loh, 14 Koh, 15 Chee, All. -                                                                  |                 |